# Contea di Cass (Illinois)
La contea di Cass ( in inglese Cass County ) è una contea dello Stato dell'Illinois, negli Stati Uniti. La popolazione al censimento del 2000 era di 13 695 abitanti. Il capoluogo di contea è Virginia.